# Boletín Oficial del Principado de Cataluña
El Boletín Oficial del Principado de Cataluña fue una publicación carlista publicada en San Juan de las Abadesas (Gerona) entre el 18 de diciembre de 1874 y el 31 de marzo de 1875, en plena tercera guerra carlista, tras la restitución de los fueros catalanes por parte del reclamante al trono Carlos VII. 
La edición del boletín fue ordenada por Rafael Tristany, general en jefe del ejército real carlista en Cataluña y presidente de su Diputación á Guerra, una Diputación General catalana creada como organismo político consultivo mediante un real decreto emitido en Estella por el rey legitimista.
Según las disposiciones de Tristany, en Cataluña no podían publicarse más periódicos oficiales que el Boletín Oficial del Principado de Cataluña, y ordenó suscribirse al mismo a todas las comandancias militares y dependencias de la Diputación, así como a todos los ayuntamientos catalanes. La dirección del boletín se atribuye a Mariano Fortuny Portell.
Sirvió como canal de difusión de las disposiciones de las autoridades políticas y militares del Real Ejército carlista, insertando en su Sección oficial la normativa para la constitución de cuerpos como los Mozos de Escuadra o el Somatén, además de informar sobre la guerra y publicar bandos, proclamas, etc., en su sección no oficial.